# Strade Bianche for kvinder 2021
Strade Bianche for kvinder 2021 var den 7. udgave af det italienske cykelløb Strade Bianche for kvinder. Det 136 km lange linjeløb blev kørt den 6. marts 2021 med start og mål i Siena i det sydlige Toscana. Løbet var første arrangement på UCI Women's World Tour 2021.

## Resultat
| \| Samlede stilling \| Samlede stilling \| Samlede stilling \| Samlede stilling \| Samlede stilling \| \| Rytter \| Rytter \| Hold \| Tid \| \| \| ---------------- \| --------------------------- \| ---------------------------------- \| ---------------- \| ---------------- \| \| 1. \| Chantal van den Broek-Blaak \| SD Worx \| 3t 54' 40" \| \| \| 2. \| Elisa Longo Borghini \| Trek-Segafredo \| + 7" \| \| \| 3. \| Anna van der Breggen \| SD Worx \| + 9" \| \| \| 4. \| Annemiek van Vleuten \| Movistar Team \| + 11" \| \| \| 5. \| Cecilie Uttrup Ludwig \| FDJ-Nouvelle Aquitaine-Futuroscope \| + 11" \| \| \| 6. \| Demi Vollering \| SD Worx \| + 11" \| \| \| 7. \| Marianne Vos \| Jumbo-Visma Women Team \| + 23" \| \| \| 8. \| Marta Cavalli \| FDJ-Nouvelle Aquitaine-Futuroscope \| + 27" \| \| \| 9. \| Katarzyna Niewiadoma \| Canyon-SRAM Racing \| + 30" \| \| \| 10. \| Ellen van Dijk \| Trek-Segafredo \| + 32" \| \| |                             |                                    |            |
| |                             |                                    |            |
| Kilder: ProCyclingStats Cycling Quotient |                             |                                    |            |
| Samlede stilling |                             |                                    |            |
| Rytter | Rytter                      | Hold                               | Tid        |
| 1. | Chantal van den Broek-Blaak | SD Worx                            | 3t 54' 40" |
| 2. | Elisa Longo Borghini        | Trek-Segafredo                     | + 7"       |
| 3. | Anna van der Breggen        | SD Worx                            | + 9"       |
| 4. | Annemiek van Vleuten        | Movistar Team                      | + 11"      |
| 5. | Cecilie Uttrup Ludwig       | FDJ-Nouvelle Aquitaine-Futuroscope | + 11"      |
| 6. | Demi Vollering              | SD Worx                            | + 11"      |
| 7. | Marianne Vos                | Jumbo-Visma Women Team             | + 23"      |
| 8. | Marta Cavalli               | FDJ-Nouvelle Aquitaine-Futuroscope | + 27"      |
| 9. | Katarzyna Niewiadoma        | Canyon-SRAM Racing                 | + 30"      |
| 10. | Ellen van Dijk              | Trek-Segafredo                     | + 32"      |

## Hold og ryttere
| UCI Women's WorldTeams (9)- Alé BTC Ljubljana - Team BikeExchange - Canyon-SRAM Racing - Team DSM - FDJ-Nouvelle Aquitaine-Futuroscope - Liv Racing - Movistar Team - SD Worx - Trek-Segafredo UCI Women's Kontinentalhold (14)- A.R. Monex - Aromitalia-Basso Bikes-Vaiano - BePink - Born To Win-G20-Ambedo - Ceratizit-WNT Pro Cycling - Isolmant-Premac-Vittoria - Jumbo-Visma - Lotto Soudal Ladies - Massi Tactic - Parkhotel Valkenburg - Servetto-Makhymo-Beltrami TSA - Team Tibco-Silicon Valley Bank - Top Girls Fassa Bortolo - Valcar-Travel & Service |
| |

### Danske ryttere
| Danske ryttere på startlisten |                       |                                    |           |
| Rygnummer                     | Rytter                | Hold                               | Placering |
| 81                            | Cecilie Uttrup Ludwig | FDJ-Nouvelle Aquitaine-Futuroscope | 5         |

* DNF = gennemførte ikke

### Startliste
| Movistar Team MOV | Movistar Team MOV                     | Movistar Team MOV |
| ----------------- | ------------------------------------- | ----------------- |
| Nr.               | Rytter                                | Placering         |
| 1                 | Annemiek van Vleuten (NED) (landevej) | 4.                |
| 2                 | Aude Biannic (FRA)                    | 76.               |
| 3                 | Jelena Erić (SRB)                     | 49.               |
| 4                 | Katrine Aalerud (NOR)                 | 37.               |
| 5                 | Gloria Rodríguez (ESP)                | DNF               |
| 6                 | Leah Thomas (USA)                     | 23.               |

| A.R. Monex Women's ASA | A.R. Monex Women's ASA        | A.R. Monex Women's ASA |
| ---------------------- | ----------------------------- | ---------------------- |
| Nr.                    | Rytter                        | Placering              |
| 11                     | Arlenis Sierra (CUB)          | 36.                    |
| 12                     | Eider Merino (ESP)            | 57.                    |
| 13                     | Katia Ragusa (ITA)            | 40.                    |
| 14                     | Lizbeth Salazar (MEX)         | DNF                    |
| 15                     | Maria Vittoria Sperotto (ITA) | DNF                    |
| 16                     | Jade Teolis (FRA)             | DNF                    |

| Alé BTC Ljubljana ALE | Alé BTC Ljubljana ALE        | Alé BTC Ljubljana ALE |
| --------------------- | ---------------------------- | --------------------- |
| Nr.                   | Rytter                       | Placering             |
| 21                    | Mavi García (ESP) (landevej) | 13.                   |
| 22                    | Marta Bastianelli (ITA)      | 35.                   |
| 23                    | Eugenia Bujak (SLO)          | 64.                   |
| 24                    | Tatiana Guderzo (ITA)        | 34.                   |
| 25                    | Marlen Reusser (SUI)         | 27.                   |
| 26                    | Laura Tomasi (ITA)           | DNF                   |

| Aromitalia-Basso Bikes-Vaiano VAI | Aromitalia-Basso Bikes-Vaiano VAI | Aromitalia-Basso Bikes-Vaiano VAI |
| --------------------------------- | --------------------------------- | --------------------------------- |
| Nr.                               | Rytter                            | Placering                         |
| 31                                | Rasa Leleivytė (LTU)              | 62.                               |
| 32                                | Olivija Baleišytė (LTU)           | DNF                               |
| 33                                | Letizia Borghesi (ITA)            | DNF                               |
| 34                                | Inga Čilvinaitė (LTU)             | DNF                               |
| 35                                | Valentina Scandolara (ITA)        | DNF                               |
| 36                                | Gemma Sernissi (ITA)              | DNF                               |

| Bepink BPK | Bepink BPK              | Bepink BPK |
| ---------- | ----------------------- | ---------- |
| Nr.        | Rytter                  | Placering  |
| 41         | Vania Canvelli (ITA)    | DNF        |
| 42         | Michaela Drummond (NZL) | 58.        |
| 43         | Marketa Hajkova (CZE)   | DNF        |
| 44         | Nora Jenčušová (SVK)    | DNF        |
| 45         | Silvia Valsecchi (ITA)  | DNF        |
| 46         | Silvia Zanardi (ITA)    | 59.        |

| Born To Win-G20-Ambedo BTW | Born To Win-G20-Ambedo BTW | Born To Win-G20-Ambedo BTW |
| -------------------------- | -------------------------- | -------------------------- |
| Nr.                        | Rytter                     | Placering                  |
| 51                         | Angelica Brogi (ITA)       | DNF                        |
| 52                         | Francesca Balducci (ITA)   | 81.                        |
| 53                         | Anastasia Carbonari (ITA)  | 82.                        |
| 54                         | Leonora Geppi (ITA)        | DNF                        |
| 56                         | Giorgia Simoni (ITA)       | DNF                        |

| Canyon-SRAM Racing CSR | Canyon-SRAM Racing CSR         | Canyon-SRAM Racing CSR |
| ---------------------- | ------------------------------ | ---------------------- |
| Nr.                    | Rytter                         | Placering              |
| 61                     | Katarzyna Niewiadoma (POL)     | 9.                     |
| 62                     | Alena Amjaljusik (BLR)         | 43.                    |
| 63                     | Hannah Barnes (GBR)            | 53.                    |
| 64                     | Elise Chabbey (SUI) (landevej) | 19.                    |
| 65                     | Tiffany Cromwell (AUS)         | 51.                    |
| 66                     | Mikayla Harvey (NZL)           | 22.                    |

| Ceratizit-WNT Pro Cycling WNT | Ceratizit-WNT Pro Cycling WNT   | Ceratizit-WNT Pro Cycling WNT |
| ----------------------------- | ------------------------------- | ----------------------------- |
| Nr.                           | Rytter                          | Placering                     |
| 71                            | Lisa Brennauer (GER) (landevej) | 18.                           |
| 72                            | Elizabeth Banks (GBR)           | 48.                           |
| 73                            | Maria Giulia Confalonieri (ITA) | 50.                           |
| 74                            | Marta Lach (POL) (landevej)     | 32.                           |
| 75                            | Erica Magnaldi (ITA)            | 30.                           |
| 76                            | Lara Vieceli (ITA)              | DNF                           |

| FDJ-Nouvelle Aquitaine-Futuroscope FDJ | FDJ-Nouvelle Aquitaine-Futuroscope FDJ | FDJ-Nouvelle Aquitaine-Futuroscope FDJ |
| -------------------------------------- | -------------------------------------- | -------------------------------------- |
| Nr.                                    | Rytter                                 | Placering                              |
| 81                                     | Cecilie Uttrup Ludwig (DEN)            | 5.                                     |
| 82                                     | Stine Borgli (NOR)                     | 63.                                    |
| 83                                     | Marta Cavalli (ITA)                    | 8.                                     |
| 84                                     | Brodie Chapman (AUS)                   | 41.                                    |
| 85                                     | Emilia Fahlin (SWE)                    | 74.                                    |
| 86                                     | Évita Muzic (FRA)                      | 20.                                    |

| Isolmant-Premac-Vittoria SBT | Isolmant-Premac-Vittoria SBT | Isolmant-Premac-Vittoria SBT |
| ---------------------------- | ---------------------------- | ---------------------------- |
| Nr.                          | Rytter                       | Placering                    |
| 91                           | Francesca Baroni (ITA)       | 80.                          |
| 92                           | Noemi Lucrezia Eremita (ITA) | DNF                          |
| 93                           | Alice Gasparini (ITA)        | DNF                          |
| 94                           | Francesca Pisciali (ITA)     | DNF                          |
| 95                           | Gaia Realini (ITA)           | DNF                          |

| Jumbo-Visma Women Team TJV | Jumbo-Visma Women Team TJV | Jumbo-Visma Women Team TJV |
| -------------------------- | -------------------------- | -------------------------- |
| Nr.                        | Rytter                     | Placering                  |
| 101                        | Marianne Vos (NED)         | 7.                         |
| 102                        | Teuntje Beekhuis (NED)     | 31.                        |
| 103                        | Anouska Koster (NED)       | DNF                        |
| 104                        | Riejanne Markus (NED)      | 46.                        |
| 105                        | Aafke Soet (NED)           | DNF                        |
| 106                        | Julie Van de Velde (BEL)   | 79.                        |

| Liv Racing LIV | Liv Racing LIV                 | Liv Racing LIV |
| -------------- | ------------------------------ | -------------- |
| Nr.            | Rytter                         | Placering      |
| 111            | Soraya Paladin (ITA)           | 14.            |
| 112            | Sofia Bertizzolo (ITA)         | 15.            |
| 113            | Lotte Kopecky (BEL) (landevej) | 17.            |
| 114            | Jeanne Korevaar (NED)          | 39.            |
| 115            | Pauliena Rooijakkers (NED)     | 29.            |
| 116            | Sabrina Stultiens (NED)        | 44.            |

| Lotto Soudal Ladies LSL | Lotto Soudal Ladies LSL  | Lotto Soudal Ladies LSL |
| ----------------------- | ------------------------ | ----------------------- |
| Nr.                     | Rytter                   | Placering               |
| 121                     | Alana Castrique (BEL)    | DNF                     |
| 122                     | Lone Meertens (BEL)      | DNF                     |
| 123                     | Hanna Nilsson (SWE)      | 33.                     |
| 124                     | Abby-Mae Parkinson (GBR) | 65.                     |
| 125                     | Anna Plichta (POL)       | DNF                     |
| 126                     | Elise vander Sande (BEL) | DNF                     |

| Massi Tactic MAT | Massi Tactic MAT           | Massi Tactic MAT |
| ---------------- | -------------------------- | ---------------- |
| Nr.              | Rytter                     | Placering        |
| 131              | Agua Marina Espinola (PAR) | DNF              |
| 132              | Olivia Baril (CAN)         | 84.              |
| 133              | Maaike Coljé (NED)         | DNF              |
| 134              | Vita Heine (NOR)           | 52.              |
| 135              | Špela Kern (SLO)           | 54.              |
| 136              | Mireia Trias (ESP)         | 83.              |

| Parkhotel Valkenburg PHV | Parkhotel Valkenburg PHV | Parkhotel Valkenburg PHV |
| ------------------------ | ------------------------ | ------------------------ |
| Nr.                      | Rytter                   | Placering                |
| 141                      | Nina Buysman (NED)       | 56.                      |
| 142                      | Femke Gerritse (NED)     | DNF                      |
| 143                      | Pien Limpens (NED)       | DNF                      |
| 144                      | Lieke Nooijen (NED)      | 72.                      |
| 145                      | Marit Raaijmakers (NED)  | DNF                      |
| 146                      | Julia Van Bokhoven (NED) | 42.                      |

| Servetto-Makhymo-Beltrami TSA SER | Servetto-Makhymo-Beltrami TSA SER | Servetto-Makhymo-Beltrami TSA SER |
| --------------------------------- | --------------------------------- | --------------------------------- |
| Nr.                               | Rytter                            | Placering                         |
| 152                               | Nadja Heigl (AUT)                 | DNF                               |
| 153                               | Tereza Korvasova (CZE)            | DNF                               |
| 154                               | Anna Potokina (RUS)               | DNF                               |
| 155                               | Elis Simeoni (ITA)                | DNF                               |
| 156                               | Asia Zontone (ITA)                | DNF                               |

| Team BikeExchange BEX | Team BikeExchange BEX             | Team BikeExchange BEX |
| --------------------- | --------------------------------- | --------------------- |
| Nr.                   | Rytter                            | Placering             |
| 161                   | Amanda Spratt (AUS)               | 12.                   |
| 162                   | Janneke Ensing (NED)              | 68.                   |
| 163                   | Lucy Kennedy (AUS)                | 67.                   |
| 164                   | Ane Santesteban (ESP)             | 85.                   |
| 165                   | Moniek Tenniglo (NED)             | DNF                   |
| 166                   | Georgia Williams (NZL) (landevej) | 78.                   |

| Team DSM DSM | Team DSM DSM           | Team DSM DSM |
| ------------ | ---------------------- | ------------ |
| Nr.          | Rytter                 | Placering    |
| 171          | Liane Lippert (GER)    | 61.          |
| 172          | Leah Kirchmann (CAN)   | DNF          |
| 173          | Franziska Koch (GER)   | DNF          |
| 174          | Juliette Labous (FRA)  | 25.          |
| 175          | Floortje Mackaij (NED) | 28.          |
| 176          | Wilma Olausson (SWE)   | 69.          |

| SD Worx SDW | SD Worx SDW                             | SD Worx SDW |
| ----------- | --------------------------------------- | ----------- |
| Nr.         | Rytter                                  | Placering   |
| 181         | Anna van der Breggen (NED) (landevej)   | 3.          |
| 182         | Niamh Fisher-Black (NZL)                | 45.         |
| 183         | Chantal van den Broek-Blaak (NED)       | 1.          |
| 184         | Ashleigh Moolman-Pasio (RSA) (landevej) | 11.         |
| 185         | Elena Cecchini (ITA)                    | 21.         |
| 186         | Demi Vollering (NED)                    | 6.          |

| Tibco-Silicon Valley Bank TIB | Tibco-Silicon Valley Bank TIB | Tibco-Silicon Valley Bank TIB |
| ----------------------------- | ----------------------------- | ----------------------------- |
| Nr.                           | Rytter                        | Placering                     |
| 191                           | Diana Peñuela (COL)           | 66.                           |
| 192                           | Eva Buurman (NED)             | 70.                           |
| 193                           | Tanja Erath (GER)             | 71.                           |
| 194                           | Kristen Faulkner (USA)        | 16.                           |
| 195                           | Lauren Stephens (USA)         | 26.                           |
| 196                           | Eri Yonamine (JPN)            | 47.                           |

| Top Girls Fassa Bortolo TOP | Top Girls Fassa Bortolo TOP | Top Girls Fassa Bortolo TOP |
| --------------------------- | --------------------------- | --------------------------- |
| Nr.                         | Rytter                      | Placering                   |
| 201                         | Debora Silvestri (ITA)      | 77.                         |
| 202                         | Michela Balducci (ITA)      | DNF                         |
| 203                         | Giorgia Bariani (ITA)       | DNF                         |
| 204                         | Elisa Dalla Valle (ITA)     | DNF                         |
| 205                         | Greta Marturano (ITA)       | DNF                         |
| 206                         | Giorgia Vettorello (ITA)    | DNF                         |

| Trek-Segafredo TFS | Trek-Segafredo TFS                    | Trek-Segafredo TFS |
| ------------------ | ------------------------------------- | ------------------ |
| Nr.                | Rytter                                | Placering          |
| 211                | Elisa Longo Borghini (ITA) (landevej) | 2.                 |
| 212                | Audrey Cordon-Ragot (FRA) (landevej)  | 24.                |
| 213                | Lucinda Brand (NED)                   | 73.                |
| 214                | Chloe Hosking (AUS)                   | DNF                |
| 215                | Ellen van Dijk (NED)                  | 10.                |
| 216                | Tayler Wiles (USA)                    | 60.                |

| Valcar-Travel & Service VAL | Valcar-Travel & Service VAL | Valcar-Travel & Service VAL |
| --------------------------- | --------------------------- | --------------------------- |
| Nr.                         | Rytter                      | Placering                   |
| 221                         | Elisa Balsamo (ITA)         | 55.                         |
| 222                         | Vittoria Guazzini (ITA)     | 38.                         |
| 223                         | Silvia Persico (ITA)        | 75.                         |
| 224                         | Elena Pirrone (ITA)         | DNF                         |
| 225                         | Silvia Pollicini (ITA)      | DNF                         |
| 226                         | Ilaria Sanguineti (ITA)     | DNF                         |

| Movistar Team MOV | Movistar Team MOV                     | Movistar Team MOV |
| ----------------- | ------------------------------------- | ----------------- |
| Nr.               | Rytter                                | Placering         |
| 1                 | Annemiek van Vleuten (NED) (landevej) | 4.                |
| 2                 | Aude Biannic (FRA)                    | 76.               |
| 3                 | Jelena Erić (SRB)                     | 49.               |
| 4                 | Katrine Aalerud (NOR)                 | 37.               |
| 5                 | Gloria Rodríguez (ESP)                | DNF               |
| 6                 | Leah Thomas (USA)                     | 23.               |

| A.R. Monex Women's ASA | A.R. Monex Women's ASA        | A.R. Monex Women's ASA |
| ---------------------- | ----------------------------- | ---------------------- |
| Nr.                    | Rytter                        | Placering              |
| 11                     | Arlenis Sierra (CUB)          | 36.                    |
| 12                     | Eider Merino (ESP)            | 57.                    |
| 13                     | Katia Ragusa (ITA)            | 40.                    |
| 14                     | Lizbeth Salazar (MEX)         | DNF                    |
| 15                     | Maria Vittoria Sperotto (ITA) | DNF                    |
| 16                     | Jade Teolis (FRA)             | DNF                    |

| Alé BTC Ljubljana ALE | Alé BTC Ljubljana ALE        | Alé BTC Ljubljana ALE |
| --------------------- | ---------------------------- | --------------------- |
| Nr.                   | Rytter                       | Placering             |
| 21                    | Mavi García (ESP) (landevej) | 13.                   |
| 22                    | Marta Bastianelli (ITA)      | 35.                   |
| 23                    | Eugenia Bujak (SLO)          | 64.                   |
| 24                    | Tatiana Guderzo (ITA)        | 34.                   |
| 25                    | Marlen Reusser (SUI)         | 27.                   |
| 26                    | Laura Tomasi (ITA)           | DNF                   |

| Aromitalia-Basso Bikes-Vaiano VAI | Aromitalia-Basso Bikes-Vaiano VAI | Aromitalia-Basso Bikes-Vaiano VAI |
| --------------------------------- | --------------------------------- | --------------------------------- |
| Nr.                               | Rytter                            | Placering                         |
| 31                                | Rasa Leleivytė (LTU)              | 62.                               |
| 32                                | Olivija Baleišytė (LTU)           | DNF                               |
| 33                                | Letizia Borghesi (ITA)            | DNF                               |
| 34                                | Inga Čilvinaitė (LTU)             | DNF                               |
| 35                                | Valentina Scandolara (ITA)        | DNF                               |
| 36                                | Gemma Sernissi (ITA)              | DNF                               |

| Bepink BPK | Bepink BPK              | Bepink BPK |
| ---------- | ----------------------- | ---------- |
| Nr.        | Rytter                  | Placering  |
| 41         | Vania Canvelli (ITA)    | DNF        |
| 42         | Michaela Drummond (NZL) | 58.        |
| 43         | Marketa Hajkova (CZE)   | DNF        |
| 44         | Nora Jenčušová (SVK)    | DNF        |
| 45         | Silvia Valsecchi (ITA)  | DNF        |
| 46         | Silvia Zanardi (ITA)    | 59.        |

| Born To Win-G20-Ambedo BTW | Born To Win-G20-Ambedo BTW | Born To Win-G20-Ambedo BTW |
| -------------------------- | -------------------------- | -------------------------- |
| Nr.                        | Rytter                     | Placering                  |
| 51                         | Angelica Brogi (ITA)       | DNF                        |
| 52                         | Francesca Balducci (ITA)   | 81.                        |
| 53                         | Anastasia Carbonari (ITA)  | 82.                        |
| 54                         | Leonora Geppi (ITA)        | DNF                        |
| 56                         | Giorgia Simoni (ITA)       | DNF                        |

| Canyon-SRAM Racing CSR | Canyon-SRAM Racing CSR         | Canyon-SRAM Racing CSR |
| ---------------------- | ------------------------------ | ---------------------- |
| Nr.                    | Rytter                         | Placering              |
| 61                     | Katarzyna Niewiadoma (POL)     | 9.                     |
| 62                     | Alena Amjaljusik (BLR)         | 43.                    |
| 63                     | Hannah Barnes (GBR)            | 53.                    |
| 64                     | Elise Chabbey (SUI) (landevej) | 19.                    |
| 65                     | Tiffany Cromwell (AUS)         | 51.                    |
| 66                     | Mikayla Harvey (NZL)           | 22.                    |

| Ceratizit-WNT Pro Cycling WNT | Ceratizit-WNT Pro Cycling WNT   | Ceratizit-WNT Pro Cycling WNT |
| ----------------------------- | ------------------------------- | ----------------------------- |
| Nr.                           | Rytter                          | Placering                     |
| 71                            | Lisa Brennauer (GER) (landevej) | 18.                           |
| 72                            | Elizabeth Banks (GBR)           | 48.                           |
| 73                            | Maria Giulia Confalonieri (ITA) | 50.                           |
| 74                            | Marta Lach (POL) (landevej)     | 32.                           |
| 75                            | Erica Magnaldi (ITA)            | 30.                           |
| 76                            | Lara Vieceli (ITA)              | DNF                           |

| FDJ-Nouvelle Aquitaine-Futuroscope FDJ | FDJ-Nouvelle Aquitaine-Futuroscope FDJ | FDJ-Nouvelle Aquitaine-Futuroscope FDJ |
| -------------------------------------- | -------------------------------------- | -------------------------------------- |
| Nr.                                    | Rytter                                 | Placering                              |
| 81                                     | Cecilie Uttrup Ludwig (DEN)            | 5.                                     |
| 82                                     | Stine Borgli (NOR)                     | 63.                                    |
| 83                                     | Marta Cavalli (ITA)                    | 8.                                     |
| 84                                     | Brodie Chapman (AUS)                   | 41.                                    |
| 85                                     | Emilia Fahlin (SWE)                    | 74.                                    |
| 86                                     | Évita Muzic (FRA)                      | 20.                                    |

| Isolmant-Premac-Vittoria SBT | Isolmant-Premac-Vittoria SBT | Isolmant-Premac-Vittoria SBT |
| ---------------------------- | ---------------------------- | ---------------------------- |
| Nr.                          | Rytter                       | Placering                    |
| 91                           | Francesca Baroni (ITA)       | 80.                          |
| 92                           | Noemi Lucrezia Eremita (ITA) | DNF                          |
| 93                           | Alice Gasparini (ITA)        | DNF                          |
| 94                           | Francesca Pisciali (ITA)     | DNF                          |
| 95                           | Gaia Realini (ITA)           | DNF                          |

| Jumbo-Visma Women Team TJV | Jumbo-Visma Women Team TJV | Jumbo-Visma Women Team TJV |
| -------------------------- | -------------------------- | -------------------------- |
| Nr.                        | Rytter                     | Placering                  |
| 101                        | Marianne Vos (NED)         | 7.                         |
| 102                        | Teuntje Beekhuis (NED)     | 31.                        |
| 103                        | Anouska Koster (NED)       | DNF                        |
| 104                        | Riejanne Markus (NED)      | 46.                        |
| 105                        | Aafke Soet (NED)           | DNF                        |
| 106                        | Julie Van de Velde (BEL)   | 79.                        |

| Liv Racing LIV | Liv Racing LIV                 | Liv Racing LIV |
| -------------- | ------------------------------ | -------------- |
| Nr.            | Rytter                         | Placering      |
| 111            | Soraya Paladin (ITA)           | 14.            |
| 112            | Sofia Bertizzolo (ITA)         | 15.            |
| 113            | Lotte Kopecky (BEL) (landevej) | 17.            |
| 114            | Jeanne Korevaar (NED)          | 39.            |
| 115            | Pauliena Rooijakkers (NED)     | 29.            |
| 116            | Sabrina Stultiens (NED)        | 44.            |

| Lotto Soudal Ladies LSL | Lotto Soudal Ladies LSL  | Lotto Soudal Ladies LSL |
| ----------------------- | ------------------------ | ----------------------- |
| Nr.                     | Rytter                   | Placering               |
| 121                     | Alana Castrique (BEL)    | DNF                     |
| 122                     | Lone Meertens (BEL)      | DNF                     |
| 123                     | Hanna Nilsson (SWE)      | 33.                     |
| 124                     | Abby-Mae Parkinson (GBR) | 65.                     |
| 125                     | Anna Plichta (POL)       | DNF                     |
| 126                     | Elise vander Sande (BEL) | DNF                     |

| Massi Tactic MAT | Massi Tactic MAT           | Massi Tactic MAT |
| ---------------- | -------------------------- | ---------------- |
| Nr.              | Rytter                     | Placering        |
| 131              | Agua Marina Espinola (PAR) | DNF              |
| 132              | Olivia Baril (CAN)         | 84.              |
| 133              | Maaike Coljé (NED)         | DNF              |
| 134              | Vita Heine (NOR)           | 52.              |
| 135              | Špela Kern (SLO)           | 54.              |
| 136              | Mireia Trias (ESP)         | 83.              |

| Parkhotel Valkenburg PHV | Parkhotel Valkenburg PHV | Parkhotel Valkenburg PHV |
| ------------------------ | ------------------------ | ------------------------ |
| Nr.                      | Rytter                   | Placering                |
| 141                      | Nina Buysman (NED)       | 56.                      |
| 142                      | Femke Gerritse (NED)     | DNF                      |
| 143                      | Pien Limpens (NED)       | DNF                      |
| 144                      | Lieke Nooijen (NED)      | 72.                      |
| 145                      | Marit Raaijmakers (NED)  | DNF                      |
| 146                      | Julia Van Bokhoven (NED) | 42.                      |

| Servetto-Makhymo-Beltrami TSA SER | Servetto-Makhymo-Beltrami TSA SER | Servetto-Makhymo-Beltrami TSA SER |
| --------------------------------- | --------------------------------- | --------------------------------- |
| Nr.                               | Rytter                            | Placering                         |
| 152                               | Nadja Heigl (AUT)                 | DNF                               |
| 153                               | Tereza Korvasova (CZE)            | DNF                               |
| 154                               | Anna Potokina (RUS)               | DNF                               |
| 155                               | Elis Simeoni (ITA)                | DNF                               |
| 156                               | Asia Zontone (ITA)                | DNF                               |

| Team BikeExchange BEX | Team BikeExchange BEX             | Team BikeExchange BEX |
| --------------------- | --------------------------------- | --------------------- |
| Nr.                   | Rytter                            | Placering             |
| 161                   | Amanda Spratt (AUS)               | 12.                   |
| 162                   | Janneke Ensing (NED)              | 68.                   |
| 163                   | Lucy Kennedy (AUS)                | 67.                   |
| 164                   | Ane Santesteban (ESP)             | 85.                   |
| 165                   | Moniek Tenniglo (NED)             | DNF                   |
| 166                   | Georgia Williams (NZL) (landevej) | 78.                   |

| Team DSM DSM | Team DSM DSM           | Team DSM DSM |
| ------------ | ---------------------- | ------------ |
| Nr.          | Rytter                 | Placering    |
| 171          | Liane Lippert (GER)    | 61.          |
| 172          | Leah Kirchmann (CAN)   | DNF          |
| 173          | Franziska Koch (GER)   | DNF          |
| 174          | Juliette Labous (FRA)  | 25.          |
| 175          | Floortje Mackaij (NED) | 28.          |
| 176          | Wilma Olausson (SWE)   | 69.          |

| SD Worx SDW | SD Worx SDW                             | SD Worx SDW |
| ----------- | --------------------------------------- | ----------- |
| Nr.         | Rytter                                  | Placering   |
| 181         | Anna van der Breggen (NED) (landevej)   | 3.          |
| 182         | Niamh Fisher-Black (NZL)                | 45.         |
| 183         | Chantal van den Broek-Blaak (NED)       | 1.          |
| 184         | Ashleigh Moolman-Pasio (RSA) (landevej) | 11.         |
| 185         | Elena Cecchini (ITA)                    | 21.         |
| 186         | Demi Vollering (NED)                    | 6.          |

| Tibco-Silicon Valley Bank TIB | Tibco-Silicon Valley Bank TIB | Tibco-Silicon Valley Bank TIB |
| ----------------------------- | ----------------------------- | ----------------------------- |
| Nr.                           | Rytter                        | Placering                     |
| 191                           | Diana Peñuela (COL)           | 66.                           |
| 192                           | Eva Buurman (NED)             | 70.                           |
| 193                           | Tanja Erath (GER)             | 71.                           |
| 194                           | Kristen Faulkner (USA)        | 16.                           |
| 195                           | Lauren Stephens (USA)         | 26.                           |
| 196                           | Eri Yonamine (JPN)            | 47.                           |

| Top Girls Fassa Bortolo TOP | Top Girls Fassa Bortolo TOP | Top Girls Fassa Bortolo TOP |
| --------------------------- | --------------------------- | --------------------------- |
| Nr.                         | Rytter                      | Placering                   |
| 201                         | Debora Silvestri (ITA)      | 77.                         |
| 202                         | Michela Balducci (ITA)      | DNF                         |
| 203                         | Giorgia Bariani (ITA)       | DNF                         |
| 204                         | Elisa Dalla Valle (ITA)     | DNF                         |
| 205                         | Greta Marturano (ITA)       | DNF                         |
| 206                         | Giorgia Vettorello (ITA)    | DNF                         |

| Trek-Segafredo TFS | Trek-Segafredo TFS                    | Trek-Segafredo TFS |
| ------------------ | ------------------------------------- | ------------------ |
| Nr.                | Rytter                                | Placering          |
| 211                | Elisa Longo Borghini (ITA) (landevej) | 2.                 |
| 212                | Audrey Cordon-Ragot (FRA) (landevej)  | 24.                |
| 213                | Lucinda Brand (NED)                   | 73.                |
| 214                | Chloe Hosking (AUS)                   | DNF                |
| 215                | Ellen van Dijk (NED)                  | 10.                |
| 216                | Tayler Wiles (USA)                    | 60.                |

| Valcar-Travel & Service VAL | Valcar-Travel & Service VAL | Valcar-Travel & Service VAL |
| --------------------------- | --------------------------- | --------------------------- |
| Nr.                         | Rytter                      | Placering                   |
| 221                         | Elisa Balsamo (ITA)         | 55.                         |
| 222                         | Vittoria Guazzini (ITA)     | 38.                         |
| 223                         | Silvia Persico (ITA)        | 75.                         |
| 224                         | Elena Pirrone (ITA)         | DNF                         |
| 225                         | Silvia Pollicini (ITA)      | DNF                         |
| 226                         | Ilaria Sanguineti (ITA)     | DNF                         |